# The Repentless Killogy (Live at the Forum in Inglewood, CA)
The Repentless Killogy (Live at the Forum in Inglewood, CA) ist das vierte Livealbum der US-amerikanischen Thrash-Metal-Band Slayer. Es erschien am 8. November 2019 bei Nuclear Blast.

## Hintergrund
Das Album wurde auf der Repentless-Tour am 5. August 2017 in The Forum in Inglewood, Kalifornien aufgenommen. Passend zum letzten Konzert der Band, das am 30. November 2019 am selben Ort stattfand, wurde es im November 2019 veröffentlicht. Zusätzlich zu den Ausgaben mit zwei CDs oder LPs erschien auch eine Blu-ray Disc. Diese erhielt in der ursprünglichen Fassung, die einen Kurzfilm als Fortsetzung der drei zum Repentless-Album gedrehten Musikvideos enthielt, offenbar aufgrund von Gewaltdarstellungen in Deutschland keine Freigabe von der FSK, so dass der Kurzfilm in Deutschland nur am 6. November 2019 einmalig im Kino gezeigt wurde. Allerdings waren für März 2020 weitere Aufführungen in deutschen Filmtheatern angekündigt. Im Januar 2020 wurde eine „Show-only“-Version der BluRay in Deutschland veröffentlicht.

## Rezension
Metal.de lobte „tightes Zusammenspiel, Spielfreude, und eine mit 21 Tracks üppig gefüllte Setlist“. Kritisiert wurden die etwas zu lauten Publikumsreaktionen, auch während der Songs. Die Bewertung lag bei acht von zehn Punkten.

## Titelliste

### CD 1
1. Delusions of Saviour (Live) – 1:55
2. Repentless (Live) – 3:24
3. The Antichrist (Live) – 3:04
4. Disciple (Live) – 3:49
5. Postmortem (Live) – 3:47
6. Hate Worldwide (Live) – 5:07
7. War Ensemble (Live) – 4:57
8. When the Stillness Comes (Live) – 4:16
9. You Against You (Live) – 4:22
10. Mandatory Suicide (Live) – 3:58
11. Hallowed Point (Live) – 5:36
12. Dead Skin Mask (Live) – 4:57

### CD 2
1. Born Of Fire (Live) – 3:21
2. Cast The First Stone (Live) – 3:44
3. Bloodline (Live) – 3:46
4. Seasons in the Abyss (Live) – 5:51
5. Hell Awaits (Live) – 5:22
6. South of Heaven (Live) – 5:24
7. Raining Blood (Live) – 3:32
8. Chemical Warfare (Live) – 5:26
9. Angel of Death (Live) – 5:53